# Ytterbium
Ytterbium är ett metalliskt grundämne som tillhör lantanoiderna och de sällsynta jordartsmetallerna. Kemiska tecknet Yb och atomnummer 70 Det har fått sitt namn efter Ytterby gruva i Stockholms skärgård. Ämnet upptäcktes 1878 av schweizaren Jean Charles Galissard de Marignac. Det är även Upplands landskapsämne.
År 1878 separerade den schweiziske kemisten Jean Charles Galissard de Marignac den sällsynta jordarten "erbium" (en annan oberoende komponent) som han kallade "ytterbium", efter Ytterby gruva nära vilken han fann den nya komponenten av erbium. Han misstänkte att ytterbia var en förening av ett nytt grundämne som han kallade "ytterbium" (totalt fick fyra grundämnen namn efter gruvan, de andra var yttrium, terbium och erbium. År 1907 separerades den nya jorden "lutecia" från ytterbium, från vilken grundämnet "lutecium" (nu lutetium) extraherades av Georges Urbain, Carl Auer von Welsbach och Charles James. Efter viss diskussion behölls Marignacs namn "ytterbium". Ett relativt rent prov av metallen erhölls dock inte förrän 1953. För närvarande används ytterbium främst som dopningsmedel i rostfritt stål eller aktiva lasermedier, och mer sällan som gammastrålkälla.
- Metallen utgör en brand- och explosionsrisk.

## Egenskaper
Rent ytterbium är en grå, mjuk metall, som ej angrips av luft men reagerar långsamt med vatten. Den har smältpunkt 824 °C och kokpunkt 1 194 °C samt täthet 6,57 g/cm3.
Ytterbium har tre allotroper som betecknas med de grekiska bokstäverna alfa, beta och gamma. Deras omvandlingstemperaturer är -13 °C och 795 °C, vid normalt tryck. 
Till skillnad från de andra sällsynta jordartsmetallerna, som vanligtvis har antiferromagnetiska och/eller ferromagnetiska egenskaper vid låga temperaturer, är ytterbium paramagnetiskt vid temperaturer över 1,0 kelvin.
I motsats till de flesta andra lantanoider, som har ett tätpackat hexagonalt gitter, kristalliserar ytterbium i kubiskt system. Ytterbium har en densitet på 6,973 g/cm³, vilket är betydligt lägre än för de närliggande lantanoiderna, tulium (9,32 g/cm³) och lutetium (9,841 g/cm³). Dess smält- och kokpunkt är också betydligt lägre än för tulium och lutetium. Detta beror på ytterbiums slutna elektronkonfiguration ([Xe] 4f14 6s2), som innebär att endast de två 6s-elektronerna är tillgängliga för metallbindning (i motsats till de andra lantanoiderna där tre elektroner är tillgängliga) och ökar ytterbiums metalliska radie.

## Förekomst
Ytterbium förekommer mycket sparsamt i jordskorpan, oftast tillsammans med yttrium. Naturligt förekommer sju isotoper varav 174Yb är den vanligaste (31,82 %). Dessa isotoper, som tillsammans förekommer i koncentrationer på 0,3 miljondelar (vad menas, obegriplig mening, något saknas). Ytterbium bryts i Kina, USA, Brasilien och Indien i form av mineralerna monazit, euxenit och xenotim. Ytterbiumkoncentrationen är låg eftersom det bara finns bland många andra sällsynta jordartsmetaller; dessutom är det bland de minst rikliga. Efter utvinning och bearbetning är ytterbium något farligt som ögon- och hudirriterande. 
Naturligt ytterbium består av sju stabila isotoper: 168Yb, 170Yb, 171Yb, 172Yb, 173Yb, 174Yb och 176Yb, där 174Yb är den vanligaste, med 31,8% av den naturliga förekomsten. Trettiotvå radioisotoper har observerats, varav de mest stabila är 169Yb med en halveringstid på 32,0 dagar, 175Yb med en halveringstid på 4,18 dagar och 166Yb med en halveringstid på 56,7 timmar. Alla övriga radioaktiva isotoper har halveringstider som är kortare än två timmar, och de flesta av dessa har halveringstider som är kortare än 20 minuter. Ytterbium har också 12 metastabila tillstånd, där det mest stabila är 169mYb (t1/2 46 sekunder).

## Användning
Isotopen 169Yb (med en halveringstid på 32 dagar), som bildas tillsammans med den kortlivade isotopen 175Yb (halveringstid 4,2 dagar) genom neutronaktivering vid bestrålning av ytterbium i kärnreaktorer, har använts som strålkälla i bärbara röntgenapparater. Liksom röntgenstrålar passerar gammastrålarna från källan genom mjuka vävnader i kroppen, men blockeras av ben och andra täta material. Små 169Yb-prover (som avger gammastrålning) fungerar därför som små röntgenapparater som är användbara för radiografi av små föremål. Experiment visar att röntgenbilder som tas med en 169Yb-källa är ungefär likvärdiga med dem som tas med röntgenstrålar som har energier mellan 250 och 350 keV. 169Yb används också inom nuklearmedicin. 
Ett par experimentella atomur baserade på ytterbiumatomer vid National Institute of Standards and Technology (NIST) har satt rekord i stabilitet. Fysiker från NIST rapporterade i Science Express den 22 augusti 2013 att ytterbiumklockornas tickningar är stabila inom mindre än två delar på 1 kvintiljon (1 följt av 18 nollor), vilket är ungefär 10 gånger bättre än de tidigare bästa publicerade resultaten för andra atomur. Klockorna skulle vara exakta inom en sekund under en period som är jämförbar med universums ålder.
Ytterbium kan också användas som dopningsmedel för att förbättra kornförfiningen, styrkan och andra mekaniska egenskaper hos rostfritt stål. Vissa ytterbiumlegeringar har sparsamt använts inom tandvården.
Yb3+-jonen används som dopningsmaterial i aktiva lasermedier, särskilt i solid state-lasrar och dubbelmantlade fiberlasrar. Ytterbiumlasrar är mycket effektiva, har lång livslängd och kan generera korta pulser. Ytterbium kan också enkelt införlivas i det material som används för att tillverka lasern.
Ytterbiummetall ökar sin elektriska resistivitet när den utsätts för hög dragspänning. Denna egenskap används i spänningsmätare för att övervaka markdeformationer från jordbävningar och explosioner.
Pyrolant – ersättning för magnesium i pyrotekniska laddningar med hög densitet för kinematiska infraröda lockfaklor. Eftersom ytterbium(III)oxid har en betydligt högre emissivitet i det infraröda området än magnesiumoxid, erhålls en högre strålningsintensitet med ytterbiumbaserade nyttolaster jämfört med de som vanligtvis är baserade på magnesium/teflon/viton (MTV).